# さいたま市立大宮北小学校
さいたま市立大宮北小学校（さいたましりつ おおみやきたしょうがっこう）は、埼玉県さいたま市大宮区にある公立小学校。

## 沿革
- 1925年（大正14年）4月6日 - 大宮尋常高等小学校北分教場として尋常科第1、2、3、4学年の児童を収容する。
- 1929年（昭和4年）4月1日 - 大宮北小学校として独立する
- 1940年（昭和15年）4月3日 - 大宮市の市制施行により校名を大宮市北尋常小学校とする
- 1941年（昭和16年）4月1日 - 勅令第148号により校名を大宮北国民学校とする
- 1947年（昭和22年）4月1日 - 新学制により校名を大宮市立大宮北小学校と改める
- 2001年（平成13年）5月1日 - 大宮市、浦和市、与野市の合併に伴い現校名に改称

## 交通
JR 大宮駅東口より徒歩約10分